# Sinagoga Singers Hill di Birmingham
La sinagoga Singers Hill  di Birmingham, costruita nel 1856 in stile neoromanico, è una sinagoga monumentale di Birmingham ed una dell più antiche in Inghilterra.

## Storia
La comunità ebraica di Birmingham è una delle più antiche in Inghilterra. Già alla fine della Settecento si fa menzione nelle fonti dell'esistenza di una sinagoga, molto probabilmente in una casa privata.
Nel 1809, un edificio sinagogale fu costruita a Birmingham su Severn Street (l'edificio vi si trova ancora oggi). Ma alla metà dell'Ottocento l'edificio era ormai insufficiente di fronte al rapido incremento demografico della comunità, che dai 700 membri del 1851 avrebbe portato ai 2.360 membri del 1871. L'architetto Yeoville Thomason fu incaricato di progettare nel centro cittadino una nuova sinagoga, subito nominata il "Duomo" per la sua somiglianza con una cattedrale.
Con il continuo aumento demografico della comunità ebraica, nuove sinagoghe si formarono, ortodosse e riformate. Nel secondo dopoguerra poi nuovi edifici sinagogali furono costruiti in conseguenza del trasferimento di molti ebrei dal centro alla sobborghi di Birmingham. Ciononostante la sinagoga ha mantenuto il suo ruolo al centro della vita della comunità ebraica della città.

## Architettura
La facciata tripartita è costruita con mattoni rossi e gialli. Lo stile è eclettico. Il portico di ingresso a tre arcate è di forma neorinascimentale, sormontato da un frontone neoclassico e da un grande rosone neoromatico. Sulle due facciate laterali si aprono simmetricamente delle finestre.
All'interno, la sala di preghiera ha impianto basilicale. Le colonne si sovrappongono a coppia per sostenere i matronei lungo i lati e sul retro della sala di preghiera e per raggiungere da questi il soffitto aprendosi in arcate a tutto tondo. Il soffitto è a botte dipinto di azzurro e avorio. Finestre dalle vetrate colorate si aprono ad illuminare il piano della sala e i matronei. La bimah occupa il centro della navata. con i banchi disposti d'intorno. Lampadari in ottone riempiono il santuario
L'arca santa si trova all'interno di un'abside profonda, illuminata da alte finestre a vetrate. Bianche colonne corinzie con capitelli d'oro fiancheggiano le finestre, sostenendo una cupola sopra dipinta in blu e bianco con finiture in oro.